# 진주 강민첨 탄생지
진주 강민첨 탄생지(晉州 姜民瞻 誕生地)는 대한민국 경상남도 진주시 옥봉동에 있는 고려시대의 명장 은열 강민첨(? ∼ 1021년) 장군이 태어난 곳이다. 1974년 12월 28일 경상남도의 기념물 제14호 강민첨탄생지로 지정되었다가, 2018년 12월 20일 현재의 명칭으로 변경되었다.

## 개요
고려시대의 명장 은열 강민첨(?∼1021) 장군이 태어난 곳이다.
강민첨은 고려 목종(재위 997∼1009) 때 문과에 급제하였으며, 현종 3년(1012)에 동여진족이 쳐들어 오자, 도부서의 문연 등과 함께 격퇴하였다. 또한 1018년에 거란의 소배압이 10만의 군사를 이끌고 침입하자, 강감찬 장군의 부장으로 함께 출전하여 흥화진에서 적을 대파하였다. 그 공으로 응양상장군주국이 되고 이어 우산기상시에 올라 추성치리익대공신이 되었으며, 이듬해 지중추사병부상서가 되었다.
현재 탄생지에는 사당과 유허비(선현들의 자취가 있는 곳을 길이 후세에 알리거나, 이를 계기로 그들을 추모하기 위해 세운 비)가 있고, 사당 뒷편 바위에는 '강은렬공유지'라는 글자를 새겼다. 1980년대에 사당, 정문, 재실을 새로 짓고 깨끗이 하였다.

## 같이 보기
- 강민첨

## 참고 자료
- 진주 강민첨 탄생지 - 국가유산청 국가유산포털